# 홍남일
홍남일 (洪南一, 1974년 7월 23일 - )은 KBO 리그 전 한화 이글스의 트레이닝 코치었다.

## 코치 시절
2003년부터 ~ 2012년까지 SK 와이번스 컨디셔닝코치로 활동했다. SK 와이번스에서 경질 된 김성근 감독을 따라서 2013년부터는 고양 원더스에서 트레이닝코치로 활동하다가 마찬가지로 김성근 감독이 한화이글스 감독 부임 후 2015년부터 한화이글스 트레이닝 코치로 활동했다. 2017년 김성근 감독이 한화이글스에서 경질 당한 후 얼마 지나지 않아 한화이글스를 떠났다. (한화이글스 트레이닝 코치로 활동 할 당시 로저스를 전담으로 맡아서 재활을 도운적이 있고 16시즌 중반 이후 어깨 관절 부상이었던 김민우를 1:1 전담으로 맡아서 수술없이 재활로 부상 회복하는데 도움을 줬다. 2016시즌이 끝나고 엠스플에서 김민우는 선수생명 끝났다며 어깨 부상 기사를 보도 했었다. 당시 감독인 김성근은 온갖 욕을 다 먹었지만 언론과 대중의 반응과는 달리 김민우는 17시즌 스프링캠프 때부터 단계별 투구를 거치며 공을 던졌다 이말인 즉슨 만 1년도 안되어서 어깨 부상을 회복했다는 것이다. 캠프에서 투구 할 당시 손가락 부상이 겹쳐서 잠시 투구를 멈췄지만 이미 어깨부상은 진작에 다 나은 상태라 2017년도 6월부터 3군 연습경기에서 투수로 등판해서 공을 던지기도 했다. 김성근이 경질되기 전 까지는 김민우를 콜업 안시키겠다고 했던 박종훈 한화이글스 단장은 김성근 경질 후 이상군 코치를 감독 대행으로 임명해 시즌을 치르게 했다 하지만 17시즌 후반기 들어서 팀 성적이 좋지 않자 팬심도 어느정도 반응을 보이기 시작했다 그러자 후반기 김민우를 1군 콜업해서 1군 경기에서 던지게 하며 미래가 있다고 또 다시 언플을 했다. 이런 행위만 봐도 한화이글스 프런트는 김성근을 욕 먹게 하기 위해 김민우를 활용했다는 것을 알 수 있다. 마지막으로 다시 한번 말하자면 김민우는 한화이글스 입단 후 수술을 받은적이 없다 몇몇 날조 인터뷰와 기사로 김민우가 수술한 줄 아는 사람이 있는데 사실이 아니다 재활을 했었던게 맞다.) (*2016 김민우 부상 기사 보도 후 선수 생명 끝났다며 그 책임 어떻게 질꺼냐고 당시 엠스플이 기사를 썼는데 1년도 안되어서 부상 회복 했는데 그러면 홍남일은 화타인건가? 유머 같지 않은 유머로 마무리)

## 출신 학교
- 송정초등학교
- 공검중학교
- 부산기계공업고등학교
- 명지대학교